# Vizegrafschaft Turenne
Die karolingische Grafschaft, vielleicht auch nur Vizegrafschaft Turenne (damals noch Tournès genannt) mit dem Hauptort Turenne ist seit dem Beginn des 9. Jahrhunderts bezeugt. Die Burg hingegen bestand bereits im 8. Jahrhundert und wurde von einem aquitanischen Adligen gehalten. Waifar, Herzog von Aquitanien, wurde hier 767 von Pippin dem Jüngeren belagert.
Ein Graf Rodulf empörte sich gegen Ludwig den Frommen und wurde 839 abgesetzt. Um 860 anerkannte sein Nachfolger die Oberhoheit des Grafen von Toulouse. Dessen Nachkomme Bernard ist Vicomte de Turenne im 10. Jahrhundert. Nach Bernards Sohn Adhémar II. übernimmt dessen Schwager Archambaud I. de Comborn die Vizegrafschaft. Archambauds Sohn Ebles I. war somit Herr über Comborn, Turenne und Ventadour. Bei seinem Tod wurde das Erbe geteilt, sein ältester Sohn Guillaume erhielt Turenne.
Dessen Nachkommen hielten Turenne bis zum Tod von Marguerite im Jahr 1311, die die Vizegrafschaft ihrem Ehemann Bernard VIII. de Comminges zubrachte. Der Sohn Bernards mit seiner dritten Ehefrau, Mathé de L’Isle-Jourdain, starb bereits als Kleinkind, ihm folgte seine Schwester Cécile 1339. Sie verkaufte Turenne 1350 für 145000 Florin an ihre Schwester Aliénor und deren Ehemann, Guillaume II. Rogier 2. Graf von Beaufort-en-Vallée († 1395), Neffe des Papstes Clemens VI. und Bruder des Papstes Gregor XI. (Pierre Roger de Beaufort). Raymond-Louis Roger, Sohn von Guillaume II. und besser als Raymond de Turenne († 1413) bekannt, war einer der furchterregendsten Raubritter Südfrankreichs. Seine Tochter Antoinette heiratete 1393 den Marschall von Frankreich Jean II. Le Maingre, genannt Boucicaut. Nach ihr und ihrer Tante Aliénor ging Turenne an die Kinder eines Bruders von Guillaume Roger. Anne Roger bringt die Vizegrafschaft 1444 (Dispens) in die Ehe mit Agne IV. de la Tour ein, ihre Nachkommen nehmen den Namen de La Tour d’Auvergne an, und bleiben im Besitz der Vizegrafschaft bis ins 18. Jahrhundert hinein.
Der berühmteste Turenne ist Henri de La Tour d’Auvergne, Marschall von Frankreich, der aufgrund seiner militärischen Leistungen das souveräne Herzogtum Bouillon und das souveräne Fürstentum Sedan bekam.
Neben den Vicomtes de Turenne wurden noch Ansprüche auf den Titel aufgrund Nachkommenschaft in weiblicher Linie von den frühen Vicomtes de Turenne erhoben; die Ansprüche befinden sich ab Ende des 13. Jahrhunderts beim Haus Pons, in dem seitdem der Titel Vicomte de Turenne-en-partie geführt wurde.

Provinzen Frankreichs (1477). Die Vizegrafschaft Turenne zentral in hellem Grün.

## Vizegrafen von Turenne

### Erstes Haus Turenne
- Rodulf, Graf von Turenne 823-839
  - Rodulf, Erzbischof von Bourges 839-840, dessen Sohn
- Gotfred I., 844/65 Graf von Turenne, dessen Bruder
  - Robert I., 844/56 bezeugt, dessen Bruder
  - Landri, X 866, Graf von Santes
- Gotfred II., 861/98 bezeugt, Sohn Gotfreds I.
- Robert II., wohl 887/932 bezeugt, Urenkel Rodulfs, wohl Sohn Gotfreds II.
- Gaubert, 898 Vicomte de Turenne, bis 946 bezeugt, dessen Sohn
  - Adhémar I., † 945, Vicomte des Echelles, Vicomte de Quercy, dessen Bruder
- Bernard, Vicomte de Turenne 933/55, Sohn Adhémars I.
- Adhémar II., † vor 984, Vicomte de Turenne, dessen Sohn
  - Sulpicie, dessen Schwester, heiratete Archambaud I. de Comborn

### Haus Comborn
- Ebles I., 989 Vicomte de Turenne, 989/1030 bezeugt, deren Sohn, heiratete Beatrix, Tochter von Richard ohne Furcht Herzog der Normandie (Rolloniden)
- Archambaud, Vicomte de Turenne 989/1009, dessen Bruder
- Guillaume, Vicomte de Turenne um 1000/1030, Sohn Ebles I.
- Boson I., Vicomte de Turenne, † 1092, dessen Sohn
- Raymond I., Vicomte de Turenne, bis 1124/27 bezeugt, dessen Sohn
- Boson II., Vicomte de Turenne, X 1143, dessen Sohn
- Raymond II. posthumus, Vicomte de Turenne, † 1191 vor Akkon, dessen Sohn
- Raymond III., Vicomte de Turenne, † vor 1219, dessen Sohn
- Boson III., Vicomte de Turenne, † vor 1209, dessen Sohn
- Raymond IV., Vicomte de Turenne, † wohl 1243, dessen Bruder
- Hélis, Vicomtesse de Turenne, † 1251, dessen Tochter
  - Raymond, seigneur de Serviéres, bis 1245 bezeugt, Bruder Raymonds VI.
- Raymond V., Vicomte de Turenne, †vor 1285, Sohn Raymonds von Servières
- Raymond VI., Vicomte de Turenne, † 1304, dessen Sohn
- Marguerite, Vicomtesse de Turenne, † 1311, dessen Tochter, heiratete Bernard VIII. de Comminges

### Haus Comminges
- Bernard VIII. de Comminges, † nach 1336, deren Ehemann und Testamentserbe, 1308 Vicomte de Turenne
- Jean de Comminges, † 1339, dessen Sohn aus dritter Ehe
- Cécile, † 1384, dessen Schwester, verkauft Turenne 1350 an ihre Schwester Aliénor
  - Aliénor, verheiratet mit Guillaume II. Rogier de Beaufort

### Haus Rogier de Beaufort
- Guillaume III. Roger de Beaufort, 1350 Vicomte de Turenne, 1380 2. Graf von Beaufort-en-Vallée
- Raymond-Louis Rogier, genannt Raimond de Turenne, † 1413, 1375 Vicomte de Turenne, deren Sohn
- Antoinette de Turenne, † 1416, Gräfin von Alais und Beaufort, Vicomtesse de Turenne, dessen Tochter, heiratete 1393 Jean II. Le Maingre, genannt Boucicaut, Marschall von Frankreich, † 1421
- Aliénor, † 1420, 1417 Gräfin von Beaufort und Vicomtesse de Turenne, deren Tante
  - Nicolas de Beaufort, † vor 1420, Bruder von Guillaume III. Rogier
- Jean, X 1420, Vicomte de Lautrec, 1416 Vicomte de Turenne, Graf von Beaufort, dessen Sohn
- Pierre, † 1444, 1420 Graf von Beaufort und Alais, Vicomte de Turenne, dessen Bruder
- Anne Rogier, Tochter Jeans, heiratete 1445 Agne IV. de la Tour

### Haus La Tour d’Auvergne
- Agne IV. de la Tour, † 1489, 1444 Graf von Beaufort-en-Vallée, Vicomte de Turenne
- François I., † nach 1493, Vicomte de Turenne, dessen Sohn
- Antoine de Ältere, † 1527, Vicomte de Turenne, dessen Bruder
- François II., † 1532, Vicomte de Turenne, dessen Sohn
- François III., † 1557, Vicomte de Turenne, dessen Sohn
- Henri, † 1623, 1557 Vicomte de Turenne, Marschall von Frankreich, 1594 Herzog von Bouillon, Fürst von Sedan, dessen Sohn
- Frédéric Maurice, † 1652, 1623 Herzog von Bouillon, Fürst von Sedan, Vicomte de Turenne etc., 1665 Herzog von Albret, Herzog von Château-Thierry, Graf von Auvergne, Graf von Évreux, Graf von Beaumont-le-Roger, dessen Sohn
- Henri, † 1675, Vicomte de Turenne, Marschall von Frankreich, dessen Bruder
  - Godefroy Maurice, † 1721, 2. Herzog von Albret etc., Sohn von Frédéric Maurice
  - Louis, † 1692, genannt le Prince de Turenne, dessen Sohn
- Emmanuel Théodose, † 1730, Herzog von Bouillon etc., 1721 Vicomte de Turenne, dessen Bruder
  - Godefroy Maurice de La Tour d’Auvergne, † 1705, Prince de Turenne, dessen Sohn
  - Charles Godefroi, † 1771, Herzog von Bouillon etc., dessen Bruder
  - Godefroi Charles Henri, † 1792, Herzog von Bouillon etc., dessen Sohn
  - Jacques Léopold Charles Godefroi, † 1802, Titularherzog von Bouillon, dessen Sohn – ultimus familiae

### Haus Pons
- Hélis, Vicomtesse de Turenne-en-partie
- Marguerite de Bergerac, dite de Turenne, deren Tochter, heiratete Renaud III. de Pons
- Godefroi de Pons, † 1314/17, Vicomte de Turenne-en-partie, deren Sohn
- Renaud IV., † 1356, 1317 Vicomte de Turenne-en-partie, dessen Sohn
- Renaud V., † 1356, Vicomte de Turenne-en-partie, dessen Sohn
- Renaud VI., † 1427, Vicomte de Turenne-en-partie, dessen Sohn
- Jacques I., † 1474/75, Vicomte de Turenne-en-partie, dessen Sohn
- Gui, Vicomte de Turenne-en-partie, dessen Sohn
- François I., † 1504, Vicomte de Turenne-en-partie, Prince de Mortagne-en-partie
- François II., † vor 1525, Vicomte de Turenne-en-partie

Antoine de Pons, Sohn von François II., wird Graf von Marennes, eine andere Linie Marquis de la Caze – der Titel Vicomte de Turenne-en-partie wird dann nicht mehr geführt